# Empire-Schiffe

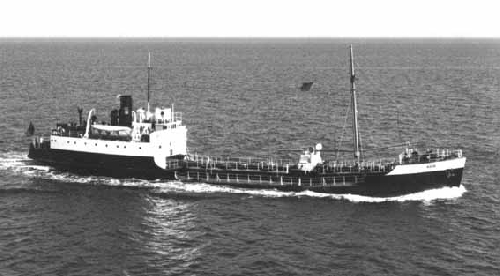
Die Empire Shetland, ein Schiff der Empire-Cadet-Klasse

Empire-Schiffe (englisch Empire ships) bezeichnet eine Gruppe von Schiffen, die während und nach dem Zweiten Weltkrieg in Diensten der britischen Regierung standen. Die Bezeichnung leitet sich von den Schiffsnamen ab, die zum größten Teil mit dem Wort „Empire“ begannen.

## Einzelheiten
Die Gruppe der Empire-Schiffe setzt sich aus verschiedenen Teilen zusammen. Der allergrößte Anteil der Schiffe waren (überwiegend standardisierte) Neubauten, die in staatlichen Bauprogrammen entstanden oder im Ausland (meist den Vereinigten Staaten) gebaut und angekauft wurden. Im Einzelnen umfasste das Bauprogramm zahlreiche Schiffsarten und -typen, angefangen von kleinen Schleppern über alle Bauarten von Frachtern bis hin zu großen Passagierschiffen. Darüber hinaus fanden sich selbst Zwitter zwischen Handels- und Kriegsschiffen, wie Katapultschiffe und  Handelsflugzeugträger im Programm. Es wurden aber auch eine Reihe von bestehenden Schiffen als Empire-Schiff bestimmt sowie Prisen- und Kriegsbeuteschiffe als Empire-Einheiten übernommen und eingegliedert. Der Löwenanteil der Empire-Schiffe unterstand dem Ministry of War Transport (MoWT), der eigentliche Betrieb der Schiffe wurde in den meisten Fällen aber bestehenden Reedereien übertragen.

## Bautypen (Auswahl)

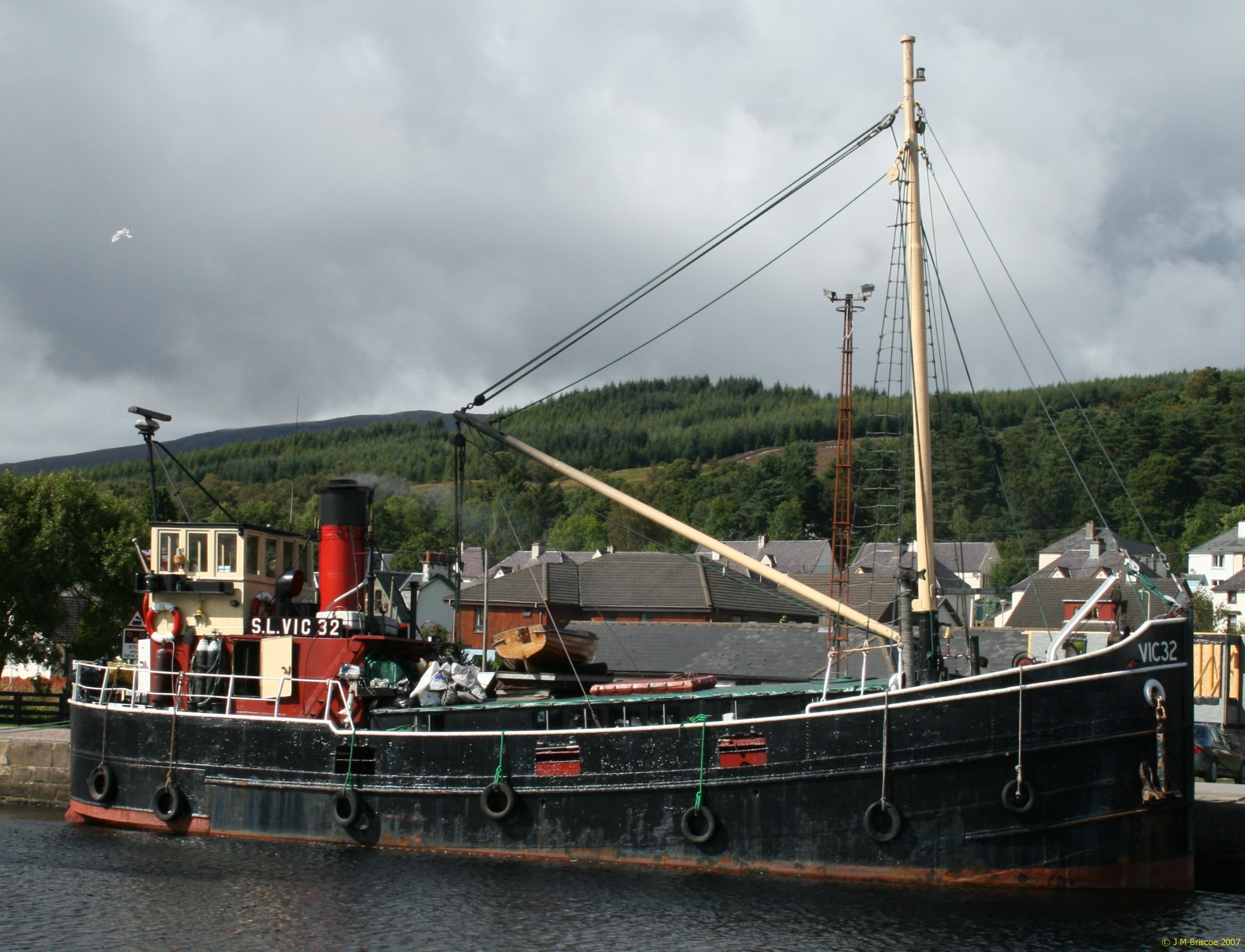
Ein VIC-Clyde-Puffer

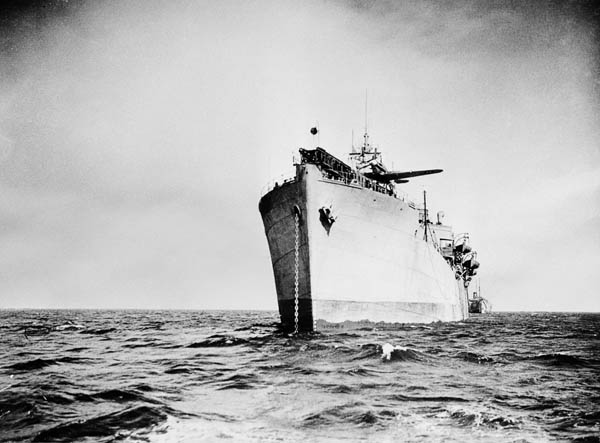
Die Empire Tide

| - Typ „X“ – Stückgutfrachter - Typ „Y“ – Stückgutfrachter - Typ PF(B) – Stückgutfrachter - Typ PF(C) – Stückgutfrachter - Typ PF(D) – Stückgutfrachter - Scandinavian-Typ – Stückgutfrachter - Standard Fast Cargo Liner – Stückgutfrachter - Empire-Malta-Klasse – Stückgutfrachter - CAM-Schiff – Frachter mit Flugzeugkatapult - MAC-Schiff – Frachter mit Flugzeugdeck - Bel-Typ – Schwergutfrachter - Icemaid-Typ – Massengutfrachter - Severn-Collier-Typ – Collier - Tudor-Queen-Typ – Küstenmotorschiff - Empire-F-Typ – Küstenmotorschiff - Empire-B-Typ – Küstenmotorschiff - Empire-C-Typ – Küstenmotorschiff | - Shelt-Typ – Küstenmotorschiff - Victualling Inshore Craft – Küstenfrachter und -tanker - Ocean-Typ-Tanker – Tanker - Norwegen-Typ – Tanker - Standard-Fast-Tanker-Typ – Tanker - Empire-Pym-Typ – Tanker - Intermediate-Typ – Tanker - Empire-Cadet-Klasse – Küstentanker - Isles-Typ – Küstentanker - TED-Typ – Küstentanker - TES-Typ – Küstentanker - Chant-Typ – Küstentanker - Rescue-Typ – Schlepper - Deep-Sea-Typ – Schlepper - Coastwise-Typ – Schlepper - Estuary-Typ – Schlepper - TID-Typ – Schlepper |